# تؤاد (جبلة)

تعديل مصدري - تعديل

تؤاد هي إحدى قرى عزلة وراف بمديرية جبلة التابعة لمحافظة إب، بلغ تعداد سكانها 352 نسمة حسب تعداد اليمن لعام 2004.